# Franse tong
De Franse tong (Pegusa lascaris) is een straalvinnige vissensoort uit de familie van de eigenlijke tongen (Soleidae). De wetenschappelijke naam van de soort is voor het eerst geldig gepubliceerd in 1810 door Risso.